# Europees Agentschap voor netwerk- en informatiebeveiliging
Het Agentschap van de Europese Unie voor Cyberbeveiliging (ENISA) is een agentschap van de Europese Unie, opgericht in 2004 en heeft haar hoofdkantoor in Athene. Hiernaast is er nog een kantoor gevestigd in Brussel (België) en in Iraklion op Kreta (Griekenland).
Het Agentschap draagt bij aan het cyberbeveiligingsbeleid van de EU, vergroot de betrouwbaarheid van ICT-producten, -diensten en -processen door middel van certificeringsprogramma’s voor cybersecurity, werkt samen met de lidstaten en instanties van de EU en helpt Europa zich voor te bereiden op de cyberuitdagingen van morgen. Door middel van kennisdeling, capaciteitsopbouw en bewustmaking werkt ENISA samen met zijn belangrijkste belanghebbenden om het vertrouwen in de verbonden economie te versterken, de veerkracht van de infrastructuur van de Unie te vergroten en uiteindelijk te zorgen voor de digitale veiligheid van de Europese samenleving en burgers.
Verordening (EU) 2019/881 van het Europees Parlement en de Raad van 17 april 2019 inzake Enisa (het Agentschap van de Europese Unie voor cyberbeveiliging) wijzigde de naam van het agentschap (voorheen het Europees Agentschap voor netwerk- en informatiebeveiliging)
De uitvoerend directeur is belast met de leiding van het Agentschap en is onafhankelijk in de uitvoering van zijn taken. Sinds oktober 2019 is Juhan Lepassaar directeur van ENISA.